# 멕시코숲쥐
멕시코숲쥐(Neotoma mexicana)는 비단털쥐과에 속하는 설치류의 일종이다. 중간 크기의 숲쥐이다. 미국 유타주와 콜로라도주부터 남쪽으로 뉴멕시코주을 거쳐 애리조나주 일부와 텍사스주 트랜스-페코스 지역에서 발견된다. 분포 지역은 남쪽으로 온두라스 고지대까지 이어진다. 플라이스토세 동안에는 낮은 고도에서 나타나지만 지금은 일반적으로 개방된 침엽수림 또는 삼림 지대가 유지되는 고지대에 제한적으로 분포한다.
몇몇 지역에서는 용암 또는 둥근 돌 밭이 나타나는 저지대 국가에서 발견된다. 아마도 흙 밑으로 멀리 뻗어있는 공간의 존재가 생존을 가능케 한다. 바위 지역에 사는 대부분의 숲쥐속 설치류들처럼 바윗틈과 바위 피난처, 동굴을 은신처로 이용하는 경향이 있다. 비교적 드물게 막대기로 만들어진 둥지도 있다.
모식 산지는 멕시코 치와와 근처이다. 약 26종의 이름이 멕시코숲쥐의 개체군에 사용되었고, 현재는 이명으로 간주된다. 멕시코숲쥐의 전체 몸길이는 평균 300mm 이상이고, 몸무게는 140~185g이다. 다양한 식물군을 먹고 사는 동물로 먹이는 아주 다양한 종류의 열매와 식물, 견과류, 도토리, 균류 등이고, 군엽이 주요 먹이 부류를 구성하는 것으로 보인다.